# Mariette Navarro

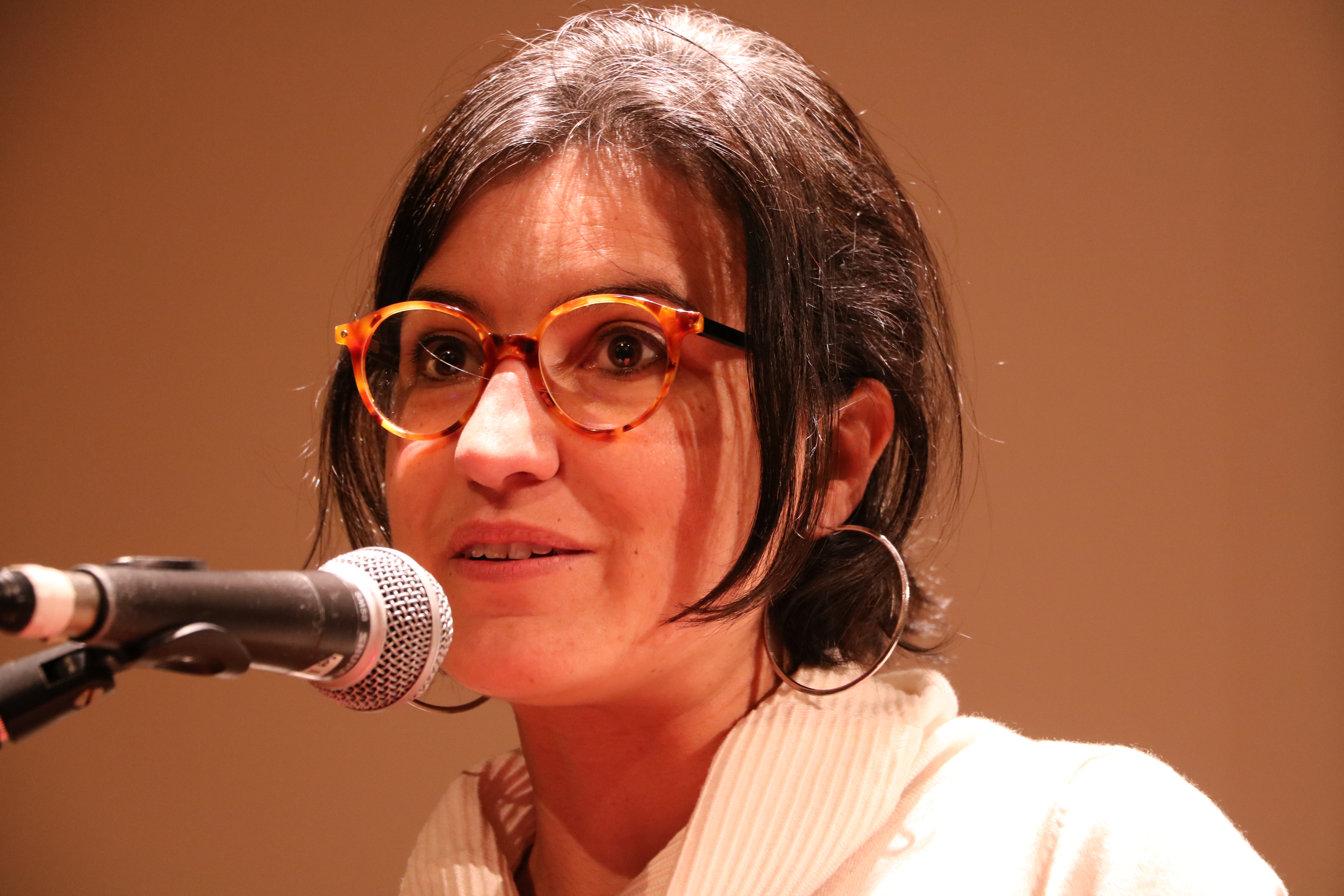
Mariette Navarro (2020)

Mariette Navarro (geboren 4. April 1980 in Lyon) ist eine französische Schriftstellerin.

## Leben
Mariette Navarro studierte Literaturwissenschaften und Theater an der Universität Lyon und von 2004 bis 2007 Dramaturgie an der École supérieure d'art dramatique de Strasbourg des Théâtre National de Strasbourg. 
Sie arbeitet als freischaffende Dramaturgin und schreibt auch eigene Stücke. Sie nimmt Lehraufträge an den öffentlichen Theaterschulen wahr.
Im Jahr 2012 war Navarro als Writer in Residence zu einer achttägigen Fahrt mit einem Frachtschiff von St. Nazaire nach Pointe-à-Pitre auf den Antillen eingeladen. Als sie den erlebten Stoff nicht in eine Dramenform bringen konnte, schrieb Navarro schließlich einen Roman. Für den Roman Ultramarins erhielt sie 2022 den „Prix Léonora Miano“. 

## Werke (Auswahl)
- Alors Carcasse, Cheyne, 2011; Robert-Walser-Preis 2012
- Nous les vagues. Quartett, 2011
  - Wir Wellen. Übersetzung Leopold von Verschuer. Berlin: Matthes & Seitz, 2020
- Prodiges®. Quartett, 2012
- Les Chemins contraires. Cheyne, 2016
- Les Feux de Poitrine. Quartett, 2016
- Zone à étendre. Quartett, 2018
- Les Hérétiques. Quartett, 2018
- Les désordres imaginaires (Ou la destruction du pays par le jeune président à la mode). Quartett, 2020
- Ultramarins. Roman. Quidam, 2021
  - Über die See. Übersetzung Sophie Beese. München: Antje Kunstmann, 2022
- Palais de verre. Roman. Quidam, 2024

### Hörspiele in Deutschland
- 2020: Ausbreitungszone – Übersetzung u. Regie: Leopold von Verschuer (Hörspielbearbeitung) – Deutschlandradio (Erstsendung: 18. Oktober 2020 bei Deutschlandfunk Kultur)